# Zjednoczony Front Narodowy Kambodży
Zjednoczony Front Narodowy Kambodży (FUNK) utworzony w 1970 (pod przewodnictwem króla Norodoma Sihanouka) w celu walki z rządem generała Lon Nola. Zrzeszał różne ugrupowania 
społeczno-polityczne w tym ekstremistycznych Czerwonych Khmerów. Sprawował kierownictwo polityczne nad Armią Wyzwolenia. W 1975 zaprzestał działalności wraz z zakończeniem wojny domowej i utworzeniem Demokratycznej Kampuczy.